# Allactaea lithostrota
Allactaea lithostrota is een krabbensoort uit de familie van de Xanthidae. De wetenschappelijke naam van de soort is voor het eerst geldig gepubliceerd in 1974 door Austin B. Williams. De soort komt voor aan de kust van North Carolina. Het is de enige soort in het geslacht Allactaea, dat Williams in zijn publicatie oprichtte om er deze soort in onder te brengen.